# 慕容農
慕容 農（ぼよう のう、? - 398年）は、五胡十六国時代の後燕の皇帝慕容垂の子。遼西王。慕容宝や慕容隆の兄弟にあたる。
当初は人望がありよく戦ったが、参合陂の戦いや并州での失政の末、段速骨の造反に巻き込まれて殺された。

## 生涯
369年、父の慕容垂と共に命を狙われていた前燕から前秦に亡命した。377年、慕容農は慕容垂に前秦は名宰相王猛の死により傾いているため、370年に滅亡した前燕を復興するよう請うた。慕容垂はこの時これを聞き流した。
慕容農は383年の前秦と東晋との淝水の戦いの敗戦を受けて再び燕の復興を請うた。慕容垂はこれに説得され、前秦に北東の平定の許可を受けて向かうと、そこで反旗を翻した。384年春、慕容垂は黄河の南の洛陽付近に進むと、慕容農と慕容楷は黄河の北で行動した。慕容農は容易に前秦の将軍の石越を破り、前秦でその武名が知り渡った。

### 慕容垂時代
384年春、慕容垂が後燕の皇帝を名乗ると、慕容農は前秦の残党や半独立の将軍との戦いに腐心した。386年初、慕容農は幽州と平州を平定し、余巌を滅ぼし、高句麗から数郡を取り返した。さらに幽州と平州の総督となり、前燕の都の龍城を任せられた。数年の統治の間、人望を集めた。386年に遼西王に封ぜられた。389年、慕容農は幽州と平州は安定したと考えて中山に戻りたがった。これには青州・徐州・荊州を東晋から、雍州を後秦から奪う意図が窺える。慕容垂はこれを聞いて慕容農を中山に迎え入れ、弟の慕容隆に龍城を任せた。その後の数年、慕容農は慕容垂の遠征に参軍した。
- 392年に翟魏を滅ぼし、西燕にも多大な被害を与えて後燕の領土を広げた。
- 394年には東晋の辟閭渾が守っていた広固を攻撃し、優勢だったが、翌年、慕容垂に中山に戻ることを命じられた。

慕容農と慕容隆は人望があった。段皇后が慕容宝よりも二人のうちのいずれかを太子に立てるように説得したが、慕容垂は拒否した。
395年、慕容宝は慕容農・慕容麟と共に八万の軍を率いて北魏の拓跋珪（後の道武帝）を攻撃した。しかし河西の対峙の後、退却していた所を参合陂で拓跋珪に大敗し、慕容農らは敗走した。396年初、慕容垂は親征して慕容農と慕容隆と共に北魏を攻撃した。慕容垂は優勢だったものの、参合陂を通過した時に嘆く人々を見て憤死した。慕容宝が後を継いで即位した。

### 慕容宝時代
慕容宝は慕容垂の後継に関する先の議論を知っていたので、段皇后（成哀皇后）に自殺を命じているが、当初は慕容農や慕容隆を信任しており、慕容農は并州を任せられて北魏に備えた。慕容農は兵糧のために飢餓に陥っていた農民から徴発し、胡人を監視させたため、民の反発を招いた。
北魏に使者を送って拓跋珪が并州を奪うことを請うた。396年秋、拓跋珪は晋陽に至り、慕容農を破った。慕容農の家族は北魏の捕虜になり、慕容農自身も傷を負った状態で中山に奔った。拓跋珪は中山へ進んだ。慕容宝は慕容農に撃退軍を与えたが、軍事をほぼ取り仕切っていた慕容麟が北魏とは戦わせなかったので慕容農と慕容隆は怒った。397年春、慕容麟のクーデターが失敗して都を奔った。慕容宝は慕容麟が慕容会と合流することを恐れて中山を棄てた。慕容農と慕容隆の部下は中山に残ることを請うたが、両者は拒否して慕容宝と慕容会の軍と合流した。
しかし、慕容会は自分ではなく弟の慕容策が太子になったことを怒って、クーデターを企んだ。これに気づいた慕容宝が慕容会の軍を慕容農と慕容隆に分けたが、これは慕容会をますます怒らせ、暗殺のための刺客が慕容農と慕容隆に送られた。慕容隆は殺され、慕容農は生き残ったが脳が露出するほどの重体だった。
慕容宝は龍城に留まり、慕容農を宰相にした。慕容農の献言で当初、慕容宝は失った領土の奪回を諦めていたが、慕容盛や慕容農の言を無視して398年初、南進した。慕容宝が龍城を出た後、その将軍の段速骨が造反し、その軍は慕容宝を見捨てて龍城に帰った。段速骨は蘭汗の協力を得ながら慕容隆の子の慕容崇を立てて龍城を乗っ取った。段速骨は初め劣勢だったが、慕容農が殺されることを恐れて降伏すると状況が一転し、龍城は段速骨の手に落ちた。段速骨は当初慕容農を幽閉したが、阿交羅の助言を受けて慕容崇よりも慕容農を傀儡にするべきだと考えた。これを聞いた慕容崇の一派の鬷譲と出力犍が阿交羅と慕容農を暗殺した。398年、桓烈と諡された。